# Amédée de Césena
Amédée Barthélémy Gayet de Césena, né le 15 septembre 1810 dans les États Sardes à Sestri Levante et mort  le 14 octobre 1889 à Paris 
 9e, est un journaliste et patron de presse français du Second Empire.

## Biographie
Né d’un père français et d’une mère italienne, dont il ajouta plus tard le nom au sien, il était le frère aîné du poète Sébastien Rhéal. « Je me demande toujours s'il y a une rivière, une montagne, une vallée ou un village sous ce nom de Césena ! », disait-il.
Amédée de Césena a commencé sa carrière d’écrivain à vingt ans à Dijon avec un ouvrage classique, la Conquête d’Alger (1830). Après avoir voyagé quelque temps, il a donné Agnès de Méranie (1842), drame en cinq actes, qui n’a pas eu grand succès. Il a ensuite  intégré le journal orléaniste le Journal de Maine-et-Loire et rédigé une Notice biographique de M. de Salvandy (1842), ministre de l’Instruction publique de Louis-Philippe. Ses publications personnelles ne sont guère moins variées que ses fluctuations politiques. Après la révolution de février 1848, il devint rédacteur en chef-propriétaire du Triomphe du Peuple, feuille ultra-révolutionnaire de Pierre-Joseph Proudhon.
Il a ensuite dirigé Le Journal des chemins de fer avec Auguste Lireux, qui avait cofondé, en 1841, la Patrie, qu’il intègre après avoir changé de bord politique, en choisissant le camp de Louis-Napoléon Bonaparte. Défenseur enthousiaste du coup d’État, il passe rédacteur en chef à la Patrie, puis au Constitutionnel. En 1856, il publia César et les Napoléons et en 1859, Campagne de Piémont et de Lombardie dont les grandes lignes étaient dues à Napoléon III lui-même. On lui doit également L’Italie confédérée (1859-1860) et La Papauté et l’adresse (1862).
Amédée de Césena fut parallèlement rédacteur du journal Le Pays, autre titre racheté par le banquier Jules Mirès. En 1852, Le Constitutionnel, victime de législation nouvelle sur la presse, s'attire deux avertissements en deux jours (7 et 8 juin 1852). Jules Mirès rachète le journal, dans des conditions controversées, à Louis Véron, pour 1,9 million de francs et fonde la Société des journaux réunis, au capital de trois millions de francs.
Amédée de Césena fut alors appelé à la rédaction en chef du Constitutionnel, qu'il a quitté en 1857, pour fonder la Semaine politique, qui devait s'appeler plus tard le Courrier du dimanche.
Il a également essayé, vers la fin des années 1850, de lancer un journal d'informations, La Nouvelle, qui n'eut pas beaucoup de lendemains, avant de revenir au Piémont pour devenir directeur du Bulletin de la Guerre, en 1859, qui fut pendant quelque temps le seul journal autorisé à être crié dans la rue, donnant les nouvelles de l'armée, des lettres italiennes, confectionnées pour la plupart à Paris. En 1869, il est devenu rédacteur anonyme au Figaro.